# Rick Savage
Rick Savage (ur. 2 grudnia 1960 r. w Sheffield) – brytyjski muzyk, basista zespołu Def Leppard.
Z pomocą starszego brata Johna próbował grać na gitarze. Jednym z pierwszych utworów, który nauczył się grać na starym akustyku był Rod Stewart Maggie May. W szkole był dobrym sportowcem, jak i muzykiem – próbował tworzyć z przyjaciółmi grając utwory takich zespołów jak Led Zeppelin, Deep Purple, Thin Lizzy, David Bowie czy Queen. Sav, Joe Elliott, Pete Willis i Tony Kenning postanowili założyć kapelę, do której wkrótce dołączył Steve Clark, a później Pete'a zastąpił Phil Collen. Były to początki hardrockowego zespołu Def Leppard.